# Herrarnas 1 500 meter vid världsmästerskapen i friidrott 2022

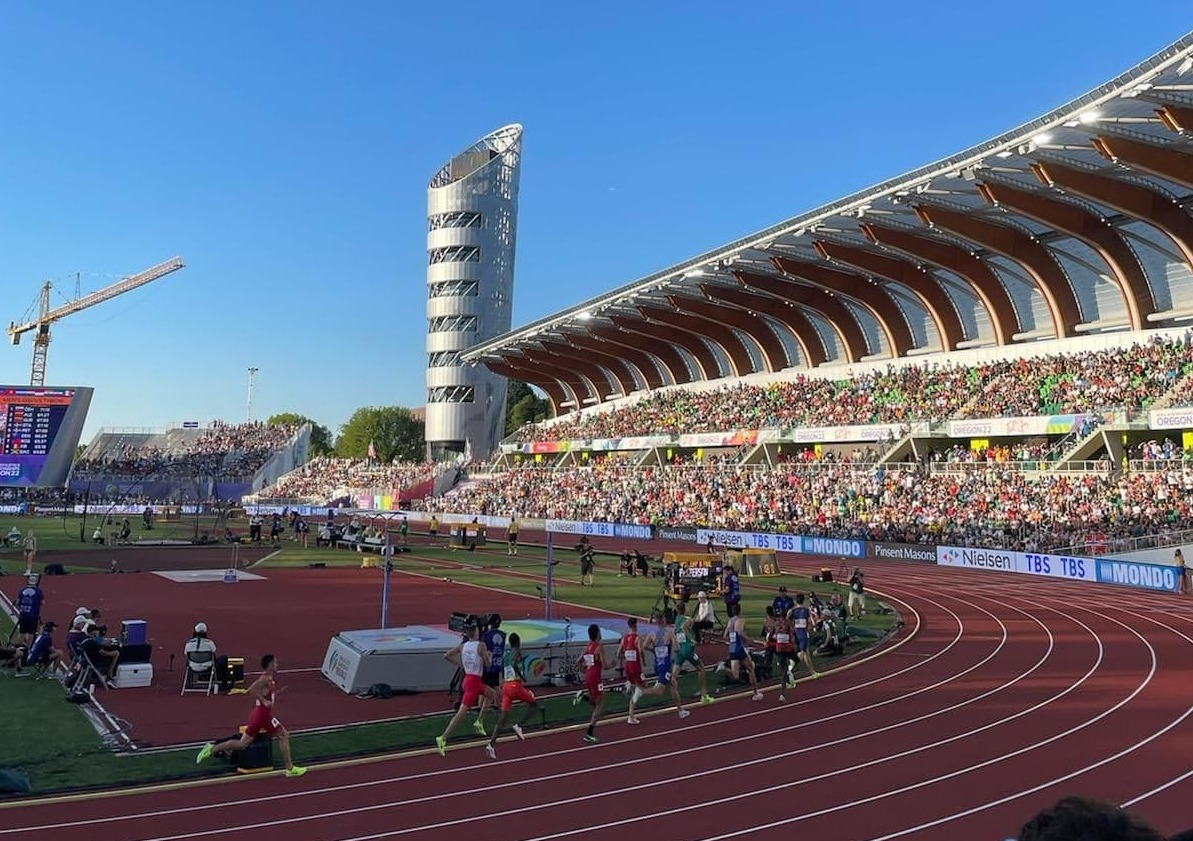
Världsmästerskapen i friidrott 2022, final herrarnas 1 500 meter

Herrarnas 1 500 meter vid världsmästerskapen i friidrott 2022 avgjordes mellan den 16 och 19 juli 2022 på Hayward Field i Eugene i USA.
Brittiska Jake Wightman tog guld efter ett lopp på världsårsbästat 3 minuter och 29,23 sekunder. Silvret togs av norska Jakob Ingebrigtsen och bronset togs av spanska Mohamed Katir.

## Rekord
Innan tävlingens start fanns följande rekord:
| Rekord                                         | Idrottare                | Tid     | Plats               | Datum           |
| ---------------------------------------------- | ------------------------ | ------- | ------------------- | --------------- |
| Världsrekord                                   | Hicham El Guerrouj (MAR) | 3.26,00 | Rom, Italien        | 14 juli 1998    |
| Mästerskapsrekord                              | Hicham El Guerrouj (MAR) | 3.27,65 | Sevilla, Spanien    | 24 augusti 1999 |
| Världsårsbästa                                 | Abel Kipsang (KEN)       | 3.31,01 | Nairobi, Kenya      | 7 maj 2022      |
| Afrikanskt rekord                              | Hicham El Guerrouj (MAR) | 3.26,00 | Rom, Italien        | 14 juli 1998    |
| Asiatiskt rekord                               | Rashid Ramzi (BHR)       | 3.29,14 | Rom, Italien        | 14 juli 2006    |
| Nord-, centralamerikanskt och karibiskt rekord | Bernard Lagat (USA)      | 3.29,30 | Rieti, Italien      | 28 augusti 2005 |
| Sydamerikanskt rekord                          | Hudson de Souza (BRA)    | 3.33,25 | Rieti, Italien      | 28 augusti 2005 |
| Europeiskt rekord                              | Jakob Ingebrigtsen (NOR) | 3.28,32 | Tokyo, Japan        | 6 augusti 2021  |
| Oceaniskt rekord                               | Stewart McSweyn (AUS)    | 3.29,51 | Monte Carlo, Monaco | 9 juli 2021     |

## Program
Alla tider är lokal tid (UTC−7).
| Datum   | Tid   | Omgång      |
| ------- | ----- | ----------- |
| 16 juli | 18:30 | Försöksheat |
| 17 juli | 19:00 | Semifinaler |
| 19 juli | 19:30 | Final       |

## Resultat

### Försöksheat
De sex första i varje heat 0Q0 samt de sex snabbaste tiderna 0q0 kvalificerade sig för semifinalerna.
| Placering | Heat | Namn                        | Nationalitet   | Tid     | Noteringar |
| --------- | ---- | --------------------------- | -------------- | ------- | ---------- |
| 1         | 2    | Stewart McSweyn             | Australien     | 3.34,91 | 0Q0, 0SB0  |
| 2         | 2    | Charles Philibert-Thiboutot | Kanada         | 3.35,02 | 0Q0, 0SB0  |
| 3         | 2    | Jakob Ingebrigtsen          | Norge          | 3.35,12 | 0Q0        |
| 4         | 2    | Jake Wightman               | Storbritannien | 3.35,31 | 0Q0        |
| 5         | 2    | Mario García Romo           | Spanien        | 3.35,43 | 0Q0, 0PB0  |
| 6         | 2    | John Gregorek Jr.           | USA            | 3.35,65 | 0Q0        |
| 7         | 2    | Santiago Catrofe            | Uruguay        | 3.35,86 | 0q0, 0SB0  |
| 8         | 1    | Ollie Hoare                 | Australien     | 3.36,17 | 0Q0        |
| 9         | 2    | Teddese Lemi                | Etiopien       | 3.36,24 | 0q0        |
| 10        | 1    | Samuel Tefera               | Etiopien       | 3.36,35 | 0Q0        |
| 11        | 1    | Andrew Coscoran             | Irland         | 3.36,36 | 0Q0, 0SB0  |
| 12        | 1    | Timothy Cheruiyot           | Kenya          | 3.36,41 | 0Q0        |
| 13        | 2    | Kumari Taki                 | Kenya          | 3.36,47 | 0q0        |
| 14        | 1    | Charles Grethen             | Luxemburg      | 3.36,51 | 0Q0        |
| 15        | 1    | Neil Gourley                | Storbritannien | 3.36,54 | 0Q0        |
| 16        | 1    | Ignacio Fontes              | Spanien        | 3.36,69 | 0q0        |
| 17        | 1    | Michał Rozmys               | Polen          | 3.36,76 | 0q0        |
| 18        | 1    | Cameron Proceviat           | Kanada         | 3.37,43 | 0q0        |
| 19        | 1    | Christoph Kessler           | Tyskland       | 3.37,57 |            |
| 20        | 2    | Charles Cheboi Simotwo      | Kenya          | 3.37,66 |            |
| 21        | 1    | Abdellatif Sadiki           | Marocko        | 3.37,76 |            |
| 22        | 2    | Anass Essayi                | Marocko        | 3.38,60 | 0SB0       |
| 23        | 3    | Josh Kerr                   | Storbritannien | 3.38,94 | 0Q0        |
| 24        | 3    | Joshua Thompson             | USA            | 3.39,10 | 0Q0        |
| 25        | 1    | Ryan Mphahlele              | Sydafrika      | 3.39,17 |            |
| 26        | 3    | Abel Kipsang                | Kenya          | 3.39,21 | 0Q0        |
| 27        | 3    | William Paulson             | Kanada         | 3.39,21 | 0Q0        |
| 28        | 3    | Samuel Tanner               | Nya Zeeland    | 3.39,33 | 0Q0        |
| 29        | 3    | Mohamed Katir               | Spanien        | 3.39,45 | 0Q0        |
| 30        | 3    | Ruben Verheyden             | Belgien        | 3.39,46 |            |
| 31        | 3    | Filip Sasínek               | Tjeckien       | 3.39,47 |            |
| 32        | 3    | Matthew Ramsden             | Australien     | 3.39,83 |            |
| 33        | 3    | Ferdinand Kvan Edman        | Norge          | 3.39,92 |            |
| 34        | 2    | Ismael Debjani              | Belgien        | 3.39,96 |            |
| 35        | 3    | Elhassane Moujahid          | Marocko        | 3.39,98 |            |
| 36        | 3    | Samuel Zeleke               | Etiopien       | 3.40,77 |            |
| 37        | 3    | Ronald Musagala             | Uganda         | 3.40,87 |            |
| 38        | 1    | Cooper Teare                | USA            | 3.41,15 |            |
| 39        | 3    | Yervand Mkrtchyan           | Armenien       | 3.42,37 |            |
| 40        | 2    | Isaac Nader                 | Portugal       | 3.42,81 |            |
| 41        | 1    | Abraham Guem                | Sydsudan       | 3.43,47 |            |
| 42        | 2    | Thiago André                | Brasilien      |         | 0DNS0      |

### Semifinaler
De fem första i varje heat 0Q0 samt de två snabbaste tiderna 0q0 kvalificerade sig för finalen.
| Placering | Heat | Namn                        | Nationalitet   | Tid     | Noteringar |
| --------- | ---- | --------------------------- | -------------- | ------- | ---------- |
| 1         | 2    | Abel Kipsang                | Kenya          | 3.33,68 | 0Q0        |
| 2         | 2    | Mohamed Katir               | Spanien        | 3.34,45 | 0Q0, 0SB0  |
| 3         | 2    | Jake Wightman               | Storbritannien | 3.34,48 | 0Q0        |
| 4         | 2    | Teddese Lemi                | Etiopien       | 3.35,04 | 0Q0        |
| 5         | 2    | Stewart McSweyn             | Australien     | 3.35,07 | 0Q0        |
| 6         | 2    | Michał Rozmys               | Polen          | 3.35,27 | 0q0, 0SB0  |
| 7         | 2    | Joshua Thompson             | USA            | 3.35,55 | 0q0, 0SB0  |
| 8         | 2    | Samuel Tanner               | Nya Zeeland    | 3.36,32 |            |
| 9         | 1    | Josh Kerr                   | Storbritannien | 3.36,92 | 0Q0        |
| 10        | 1    | Mario García Romo           | Spanien        | 3.37,01 | 0Q0        |
| 11        | 1    | Jakob Ingebrigtsen          | Norge          | 3.37,02 | 0Q0        |
| 12        | 1    | Timothy Cheruiyot           | Kenya          | 3.37,04 | 0Q0        |
| 13        | 1    | Ignacio Fontes              | Spanien        | 3.37,21 | 0Q0        |
| 14        | 1    | Neil Gourley                | Storbritannien | 3.37,22 |            |
| 15        | 1    | Charles Philibert-Thiboutot | Kanada         | 3.37,29 |            |
| 16        | 1    | John Gregorek Jr.           | USA            | 3.37,35 |            |
| 17        | 1    | Samuel Tefera               | Etiopien       | 3.37,71 |            |
| 18        | 1    | Ollie Hoare                 | Australien     | 3.38,36 |            |
| 19        | 2    | Cameron Proceviat           | Kanada         | 3.38,83 |            |
| 20        | 2    | Santiago Catrofe            | Uruguay        | 3.40,16 |            |
| 21        | 1    | Charles Grethen             | Luxemburg      | 3.40,41 |            |
| 21        | 2    | William Paulson             | Kanada         | 3.40,41 |            |
| 23        | 1    | Andrew Coscoran             | Irland         | 3.44,66 |            |
| 24        | 2    | Kumari Taki                 | Kenya          | 3.50,15 |            |

### Final
Finalen startade den 19 juli klockan 19:30.
| Placering | Namn               | Nationalitet   | Tid     | Noteringar |
| --------- | ------------------ | -------------- | ------- | ---------- |
| 1         | Jake Wightman      | Storbritannien | 3.29,23 | 0VB0       |
| 2         | Jakob Ingebrigtsen | Norge          | 3.29,47 | 0SB0       |
| 3         | Mohamed Katir      | Spanien        | 3.29,90 | 0SB0       |
| 4         | Mario García Romo  | Spanien        | 3.30,20 | 0PB0       |
| 5         | Josh Kerr          | Storbritannien | 3.30,60 | 0SB0       |
| 6         | Timothy Cheruiyot  | Kenya          | 3.30,69 | 0SB0       |
| 7         | Abel Kipsang       | Kenya          | 3.31,21 |            |
| 8         | Teddese Lemi       | Etiopien       | 3.32,98 | 0SB0       |
| 9         | Stewart McSweyn    | Australien     | 3.33,24 | 0SB0       |
| 10        | Michał Rozmys      | Polen          | 3.34,58 | 0SB0       |
| 11        | Ignacio Fontes     | Spanien        | 3.34,71 | 0SB0       |
| 12        | Joshua Thompson    | USA            | 3.35,57 |            |